# Fejér vármegyei labdarúgó-bajnokság (első osztály)
A Fejér vármegyei első osztály a megyében zajló bajnokságok legmagasabb osztálya, országos szinten negyedosztálynak felel meg. A bajnokságot a megyei szövetség írja ki. A bajnok az NB III Közép csoportban folytathatja, míg az utolsó két csapat kiesik a Fejér vármegyei második osztály kettő csoportjába az NB III-ból megyei kiesők számától függően.

## A Megye I. bajnokai
A bajnokok örök ranglistája (fúziók, jogelőd-, jogutódlások nem szerepelnek a felsorolásban, továbbá az is megjegyzendő, hogy 1966., 1967., 1968. és 1969. években két csoportos rendszerben: Kövér Ferenc és Kotrobai László csoportban zajlott a megyei bajnokság).
| Bajnok | Csapatnév                     | Szezon                                             |
| ------ | ----------------------------- | -------------------------------------------------- |
| 5      | Ercsi Kinizsi                 | 1958/59, 1960/61, 1988/89, 1991/92, 1996/97        |
| 4      | Honvéd Toldi SE Ercsi         | 1973/74, 1976/77, 1979/80, 1984/85                 |
|        | Enying                        | 1972/73, 1974/75, 1981/82, 2004/05                 |
| 3      | Székesfehérvári MÁV Előre     | 1957 tavasz NB III. előkészítő, 1985/86, 1986/87   |
|        | Sárbogárd                     | 1964, 1967 Kotrobai László csoport, 1987/88        |
|        | Köfém SC                      | 1969 Kotrobai László csoport, 1970 tavasz, 1970/71 |
| 2      | Székesfehérvári Lokomotív     | 1951, 1952                                         |
|        | Balinka                       | 1959/60, 1962/1963                                 |
|        | Székesfehérvári Honvéd        | 1961/62, 1966 Kotrobai László csoport              |
|        | Alba Regia                    | 1966 Kövér Ferenc csoport, 1975/1976               |
|        | Mezőfalva                     | 1971/72, 1980/81                                   |
|        | Honvéd Szondi SE Börgönd      | 1977/78, 1978/79                                   |
|        | Mór SE                        | 1969 Kövér Ferenc csoport, 2002/03                 |
|        | Velence SE                    | 2006/07, 2007/08                                   |
| 1      | Székesfehérvári Építők        | 1953                                               |
|        | Vadásztöltényi Vasas          | 1954                                               |
|        | Motorjavító                   | 1955                                               |
|        | Székesfehérvári Vasas         | 1956                                               |
|        | Sztálinvárosi Vasas II.       | 1957 tavasz I. osztályú kupabajnokság              |
|        | Sárosd                        | 1957/58                                            |
|        | Székesfehérvári Szikra        | 1963 ősz                                           |
|        | Dunaújvárosi Építők           | 1965                                               |
|        | Székesfehérvári MÁV Előre II. | 1967 Kövér Ferenc csoport                          |
|        | SZKG                          | 1968 Kövér Ferenc csoport                          |
|        | Dunaújvárosi Papír            | 1968 Kotrobai László csoport                       |
|        | Székesfehérvári Ikarus        | 1982/83                                            |
|        | Mány                          | 1983/84                                            |
|        | Dunaferr II.                  | 1989/90                                            |
|        | Lajoskomárom                  | 1990/91                                            |
|        | Bakonycsernye BSE             | 1992/93                                            |
|        | Bicske TC                     | 1993/94                                            |
|        | Gázszer FC Agárd              | 1994/95                                            |
|        | Adony VSK                     | 1995/96                                            |
|        | Szabadegyházi Kinizsi         | 1997/98                                            |
|        | Bodajk SE                     | 1998/99                                            |
|        | Baracs SE                     | 1999/2000                                          |
|        | Dunafém-Maroshegy             | 2000/01                                            |
|        | Felcsút SE                    | 2001/02                                            |
|        | Alcsútdoboz                   | 2003/04                                            |
|        | Martonvásár SK                | 2005/06                                            |
|        | Alba Regia FC                 | 2008/09                                            |
|        | Pálhalma-Agrospeciál Kft.     | 2009/10                                            |

## A 2017/18-as szezon résztvevői
2017/2018-ban az alábbi csapatok szerepelnek a bajnokságban:
| Csapat                       | Település      |
| ---------------------------- | -------------- |
| Bicskei TC                   | Bicske         |
| Ikarus-Maroshegy SE          | Székesfehérvár |
| Ercsi Kinizsi TE             | Ercsi          |
| Gárdony-Agárdi Gyógyfürdő SE | Agárd          |
| Martonvásári SK              | Martonvásár    |
| Mezőfalvai Medosz SE         | Mezőfalva      |
| Móri SE                      | Mór            |
| Polgárdi                     | Polgárdi       |
| Sárbogárd SE                 | Sárbogárd      |
| Tordas SE                    | Tordas         |
| Velence                      | Velence        |